# Lesothische Königsfamilie

Königliche Standarte (seit 2006)

Die Königsfamilie von Lesotho ist eine Gruppe von Personen, die mit dem König von Lesotho in einem engen familiären Verhältnis stehen.

## Thronfolge
Die Thronfolge in Lesotho erfolgt gemäß Kapitel 5, Artikel 45 der Verfassung Lesothos aus dem Jahr 1993.
Demnach wird der König vom College of Chiefs auf Grundlage des Gewohnheitsrechts bestimmt. König kann werden, wer in der Thronfolge den nachstehenden Platz nach dem Tod des Königs einnimmt oder die Person, die zuvor als legitimer Nachfolger bestimmt wurde und gemäß den Gesetzen König werden darf. Sollte es nach dem Tod des Königs keinen legitimen Nachfolger geben, muss das College of Chiefs unter Berücksichtigung der Gesetze und in angemessener Zeit eine Person bestimmen, die König werden soll.
Sollte der designierte König noch keine 21 Jahre alt sein oder der König aus verschiedenen Gründen sein Amt nicht ausführen können, so muss das College of Chiefs einen zeitlich eingesetzten Regenten bestimmen.
Der König kann laut dem 1968 erlassenen Chieftainship Act, Section 10, nur männlich sein.

## Königsfamilie

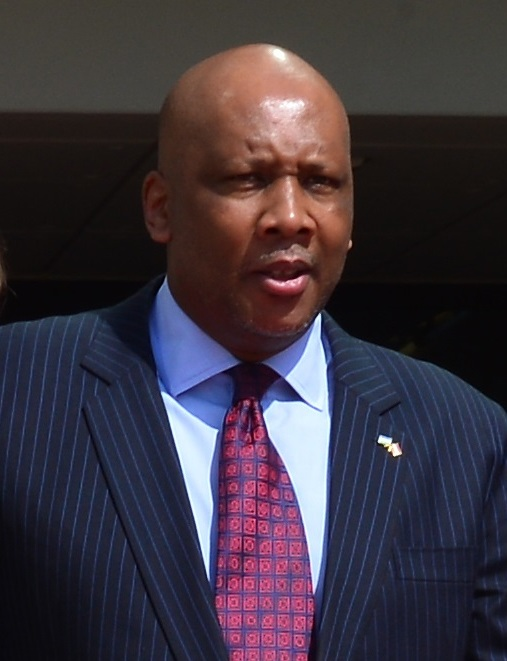
König Letsie III.
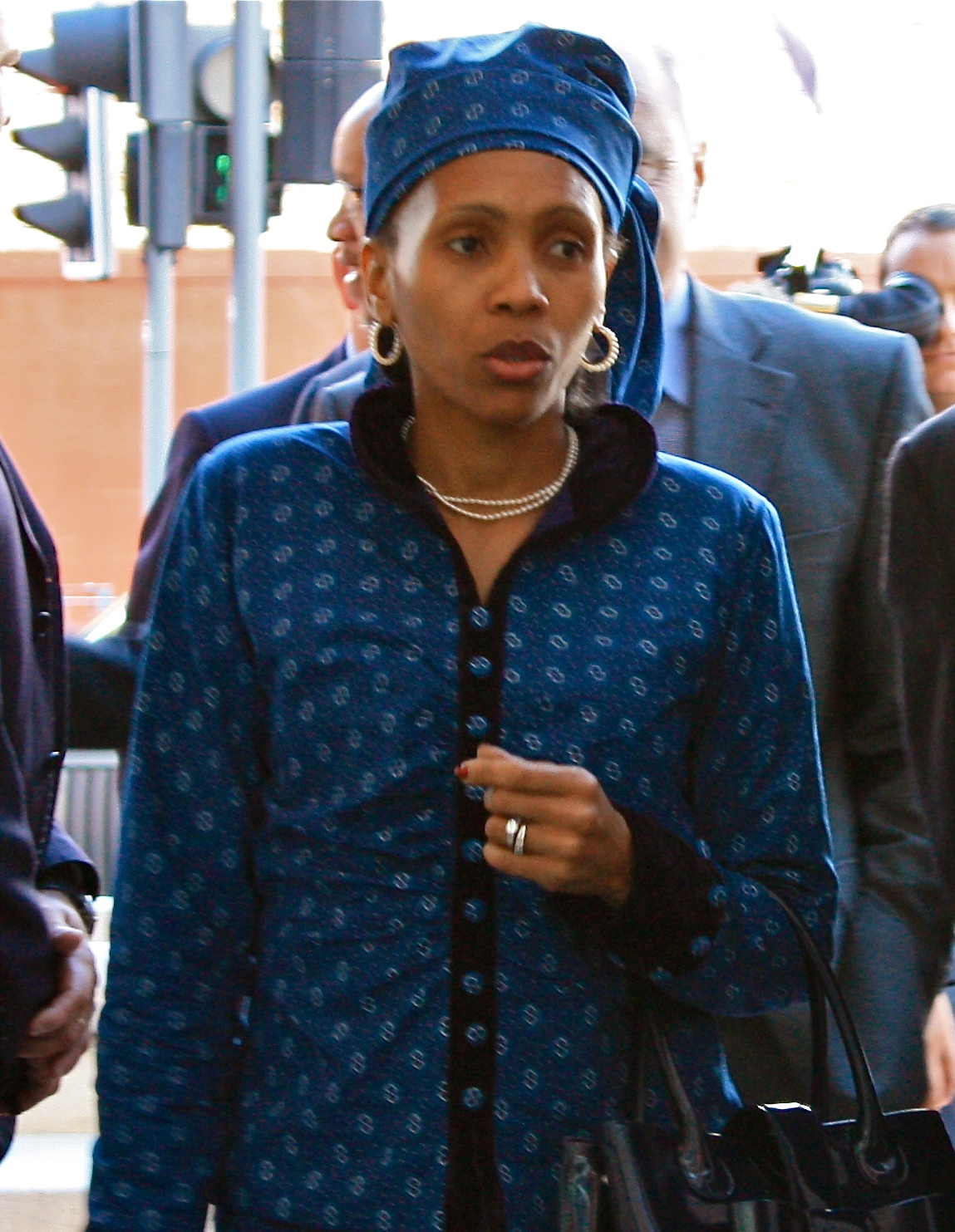
Königin ’Masenate Mohato Seeiso
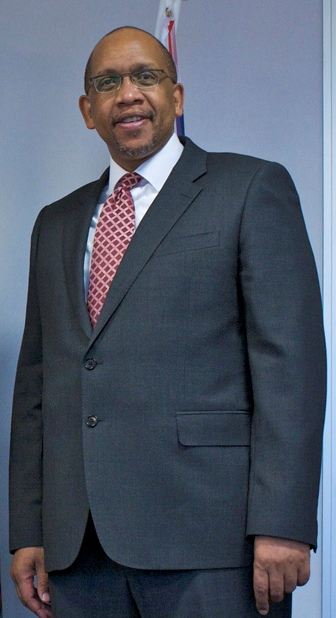
Prinz Seeiso Bereng Seeiso

Derzeitiger (Stand September 2024) König Lesothos ist Letsie III. (* 1963), Königin ist seine Ehefrau ’Masenate Mohato Seeiso (* 1976; geb. Anna Karabo Motšoeneng). Kronprinz ist Lerotholi David Seeiso (* 2007), der älteste Sohn von Letsie III. Ebenfalls zur Königsfamilie zählen die beiden Töchter von Letsie III., Prinzessin Senate Mohato Seeiso (* 2001) und Prinzessin ’Maseeiso Seeiso (* 2004).
Auch der Bruder von Letsie III., Prinz Seeiso Bereng Seeiso, ist Mitglied der Königsfamilie. Seine Ehefrau und die gemeinsamen Kinder tragen ebenfalls den Titel Prinz bzw. Prinzessin: Mabereng Seeiso, die Ehefrau von Seeiso Bereng Seeiso, und die Kinder Bereng Constantine Seeiso, ’Masentle Tabitha Seeiso und Masupha David Seeiso.
Die Nichte des Königs, Prinzessin Sekhotali Seeiso, ebenfalls Mitglied des Königshauses, ist seit 2019 mit dem südafrikanischen AmaNdebele-König Makhosonke Mabena II. verheiratet.